# Jean I. de Brosse

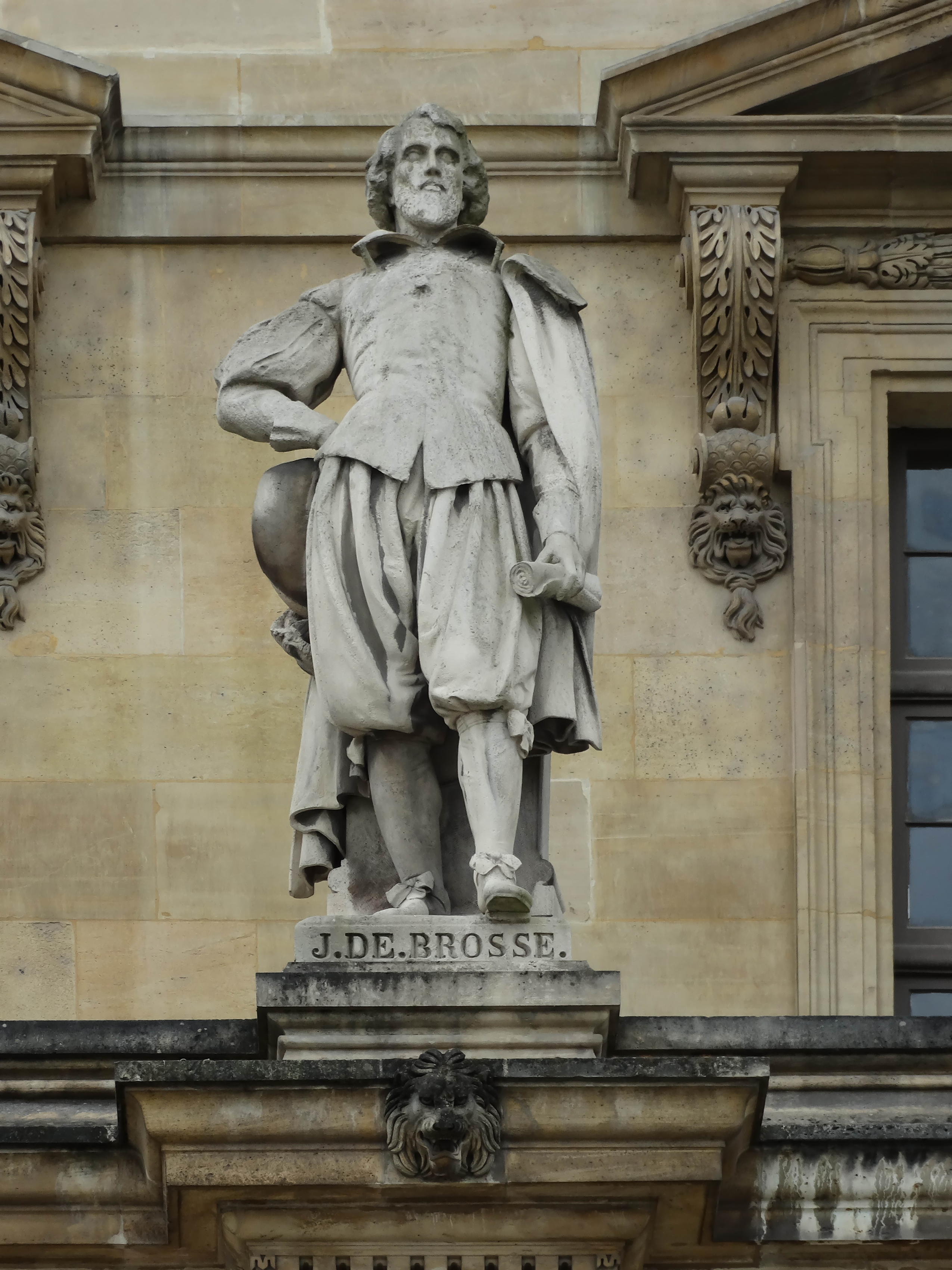
Statue von Jean de Brosse an der Fassade des Palais du Louvre

Jean (I.) de Brosse (* 1375 in Huriel; † Juni 1433 in Boussac) war ein französischer Adliger und Militär. Er war Marschall von Frankreich und Waffengefährte Jeanne d’Arcs.
Er war Seigneur de Boussac, Sainte-Sévère, Huriel und La Perouse, sowie Conseiller und Chambellan des Königs Karl VII.

## Leben
Jean de Brosse war der Sohn von Pierre (II.) de Brosse Seigneur d’Huriel, dann Baron de Boussac et de Sainte-Sévère († 1422), und Marguerite de Malleval, Dame de La Forêt et Château-Clos († 1443).
Er war bereits um die 47 Jahre alt, als er erstmals in Erscheinung trat: am 26. Mai 1423 wurde er Capitaine de 40 Hommes d’Armes, am 17. Juli 1426 Capitaine de 100 Hommes d’Armes und 50 Traits (Bogenschützen), beide Male mit der Maßgabe, sich zur Verfügung bzw. zum Schutz in der Nähe des Königs zu halten.
Am 12. Juni 1427 ermordete er auf Befehl des Connétable Richemont in Poitiers Jean Vernet, genannt Le Camus de Beaulieu, den Favoriten Karls VII. fast unter den Augen des Königs. Das Verbrechen blieb aus politischen Gründen ungesühnt, der König beschränkte sich darauf, den Connétable vom Hof zu entfernen. Im gleichen Jahr, 1427, nach dem Tod des Marschalls Sévérac, erhob Karl VII. ihn zum Marschall von Frankreich.
Im Oktober 1428 kam Jean de Brosse nach Orléans und verteidigte in diesem und im folgenden Jahr die Stadt gegen die Engländer (siehe Belagerung von Orléans und Schlacht der Heringe).
Am 28. April 1429 begleitete er Jeanne d’Arc an der Spitze von 10.000 Männern, als sie Blois verließ und am Tag darauf Orléans erreichte. Er brachte die Eskorte nach Blois zurück und führte am 4. Mai eine neue an. Am 6. Mai stürmten die Franzosen die Bastille „des Augustins“, am 8. Mai hoben die Engländer die Belagerung auf. Jean de Brosse stand unter dem Oberbefehl des Herzogs von Alençon und des Connétable, als die Franzosen am 18. Juni die Engländer in der Schlacht bei Patay schlugen; die englischen Generäle John Talbot und Thomas Skalen wurden gefangen genommen.
Am 14. Juli 1429 nahm Jean de Brosse an der Krönung Karls VII. in Reims teil.
Im Mai 1430 begannen die Engländer die Belagerung von Compiègne, in deren Verlauf Jeanne d’Arc am 23. Mai von den Burgundern gefangen genommen wurde (siehe Schlacht von Compiègne). Am 1. November kamen Jean de Brosse und der Graf von Vendôme der Stadt zu Hilfe und konnten die Belagerung aufheben. Am 11. November 1430 ernannte Karl VII. Jean de Brosse zum „Lieutenant-général au-delà des rivières de Seine,Marne et Somme“. Im gleichen Jahr nahm er an der vergeblichen Belagerung von La Charité teil, Ende des Jahres schlug er unter dem Kommando Vendômes die Engländer und die Burgunder bei Germiny, wo einer der burgundischen Generäle getötet wurde.
In der Nacht vom 3. zum 4. Februar 1432 nahm er an dem Versuch teil, die Burg von Rouen durch einen Handstreich zu besetzen (und dabei den König von England gefangen zu nehmen), der aber nicht zustande kam, weil seine Offiziere sich bereits vorher um die Verteilung der zu erwartenden Beute stritten und schließlich unverrichteter Dinge den Rückweg nach Beauvais antraten.
1432 war er einer der Generäle, die Lagny retteten, das vom Herzog von Bedford belagert wurde. Als sie die Stadt mit Nachschub versorgt hatten und sich zur Île-de-France zurückzogen, kam Bedford der Verdacht, dass Paris ihr eigentliches Ziel sei und brach die Belagerung ab.
Jean de Brosse starb im Juni 1433 in Boussac.

## Ehe und Familie
Er heiratete am 20. August 1419 Jeanne de Naillac, genannt la jeune, Dame de Naillac et de La Motte-Jolivet († vor 1433), Tochter von Guillaume, Seigneur de Naillac, du Blanc, de Châteaubrun, Vicomte de Bridiers, und Jeanne Turpin. Ihre Kinder sind:
- Jean (II.) (* um 1423; † 6. August 1482), 1454 Comte de Penthièvre, Vicomte de Bridiers, Seigneur de Sainte-Sévère, de Boussac, d’Huriel et de La Perouse; ⚭ (Ehevertrag 18. Juni 1437) Nicole de Châtillon-Blois, Comtesse de Penthièvre, Tochter von Charles de Châtillon-Blois, Baron d’Avaugour, Isabeau de Vivonne (Haus Châtillon)
- Marguerite (* um 1428), Dame de La Châtaigneraie et d’Ardelay; ⚭ 1448 Germain de Vivonne, Seigneur d'Aubigny et d’Anville, Sohn von Renaud de Vivonne, Seigneur de Thors, d’Aubigny et de Faye, und Marie de Masta, Dame d’Anville
- Blanche (* um 1432); ⚭ (Ehevertrag 4. Januar 1451) Jean (II.) de Roye, Seigneur de Beaussault, de Muret et de Busancy, Sohn von Matthieu (III.) de Roye, Seigneur de Roye, de Germigny, d’Aunoy et de Muret, und Catherine de Montmorency (Haus Roye)